# Rogadinae
Sous-famille
Les Rogadinae sont une sous-famille d'insectes entomophages hymenoptères et de la famille des Braconidae. Elle compte plus de 800 espèces réparties en 90 genre.

## Morphologie
- Identique aux Doryctinae sauf épines sur le tibia
- 1er tergite du gaster caractéristique : deux carènes se rejoignent, délimitant une aire triangulaire et se poursuit centralement en une carène unique.

## Biologie
Cette sous-famille est ectoparasites de larves de Lépidoptères, Coléoptères, Diptères et Hyménoptères Symphytes. Il n'y a pas de cocon : la chenille momifiée héberge le parasite jusqu'à l'état adulte.

## Liste des genres
Selon BioLib (31 mai 2019) :
- genre Aleiodes Wesmael, 1838
- genre Aleoides Wesmael, 1838
- genre Betylobracon Tobias, 1979
- genre Chelonorhogas Enderlein, 1912
- genre Clinocentrus Haliday, 1833
- genre Heterogamus Wesmael, 1838
- genre Mesocentrus Szépligeti, 1900
- genre Petalodes Wesmael, 1838
- genre Pilichremylus Belokobylskij, 1992
- genre Planitorus Van Achterberg, 1995
- genre Promesocentrus Van Achterberg, 1995
- genre Rogas Nees von Esenbeck, 1818
- genre Spinaria Brullé, 1846
- genre Triraphis Ruthe, 1855
- genre Yelicones Cameron, 1887